# Nobiliella cornigera
Nobiliella cornigera is een krabbensoort uit de familie van de Leucosiidae. De wetenschappelijke naam van de soort is voor het eerst geldig gepubliceerd in 1905 door Nobili.